# Semirreboque

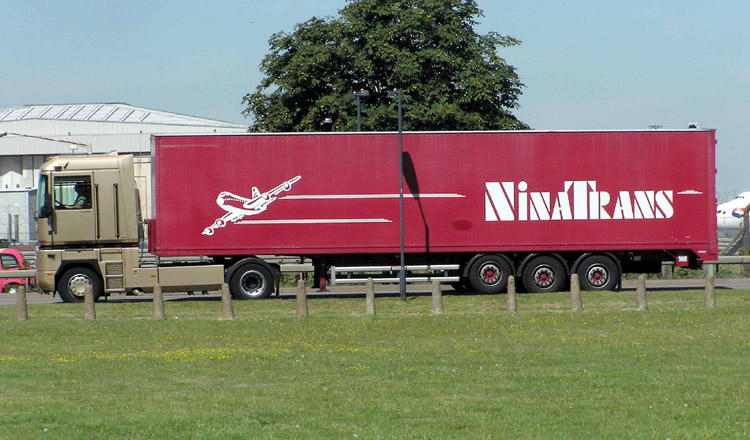
Um caminhão semirreboque.

O semirreboque é o termo comumente utilizado no segmento do transporte rodoviário para designar o equipamento que transporta cargas por vias rodoviárias, tracionado por um caminhão-trator do tipo cavalo mecânico.

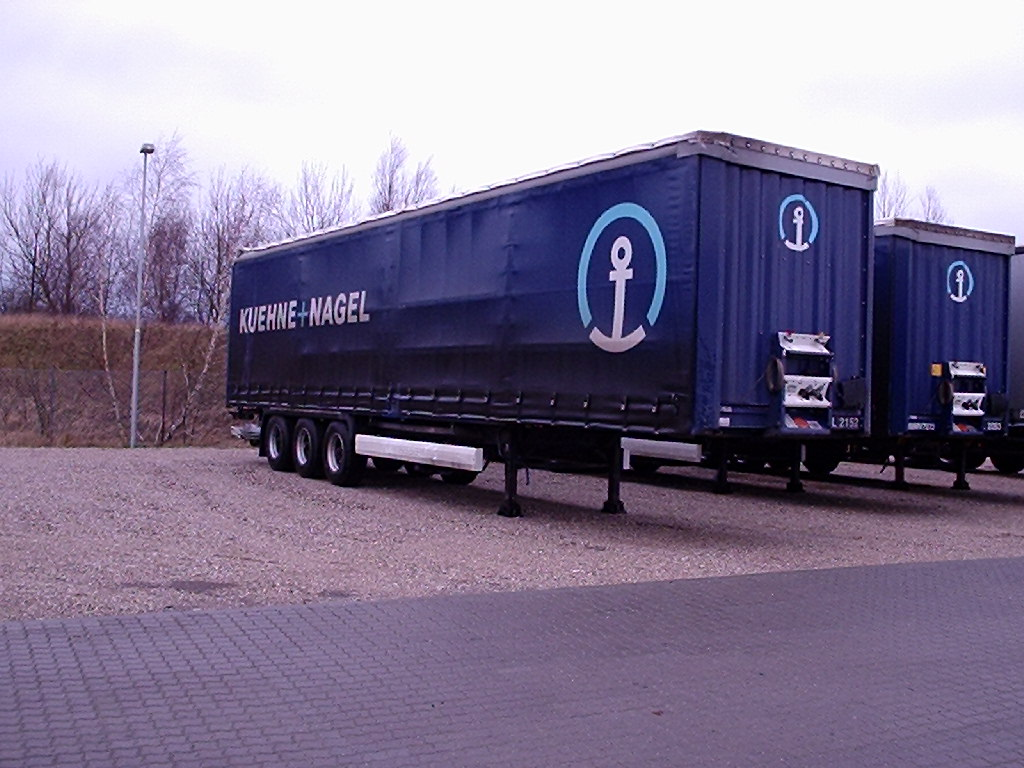
Uma carreta/semirreboque.

O semirreboque é acoplado ao caminhão através do engate universal tipo B, composto pela quinta-roda (português brasileiro) ou prato de acoplamento (português europeu) no caminhão e o pino-rei (português brasileiro) ou pinhão de acoplamento (português europeu) no semirreboque. Os semirreboques possuem normalmente 1 a 3 eixos e não dispõem de força autopropulsora.

## Tipos de carreta semirreboque
- Aberta: para cargas em geral, que não exijam maior proteção;
- Fechada: para cargas em geral, que precisam ser protegidas das ações do ambiente;
- Basculante: para cargas a granel que possam ser despejadas;
- Frigorífica: para cargas que requerem temperatura controlada;
- Tanque: para transporte de líquidos a granel;
- Cegonheira: para transporte de veículos;
- Porta-contêineres: para transporte de contêineres em geral;
- Carrega Tudo: para cargas indivisíveis conforme Legislação DNIT 11;
- Prancha: utilizadas para transportar máquinas de grande porte e inteiras;
- Graneleira: para transportar grão como milho, soja e feijão.